# Canon AV-1
Le Canon AV-1 est un appareil photographique reflex mono-objectif argentique commercialisé par la firme Canon à partir de 1979. C'est une version simplifiée du Canon AE-1, ne proposant que le mode priorité à l'ouverture du diaphragme. AV étant l'abréviation de Aperture Value, un raccourci pour priorité à l’ouverture).

## Histoire
Après le succès du Canon AE-1 sorti 3 ans auparavant, la concurrence avait réagi en sortant des automatiques "priorité ouverture" techniquement plus faciles à réaliser et donc moins chers que la "priorité vitesse" de l'AE-1. Le Minolta XG-1 et Nikon EM entre autres mordaient sur les parts de marché de l'AE-1. Canon a donc également développé un "priorité ouverture" qui sera l'AV-1

## Caractéristiques
Reflex mono-objectif 35 mm à exposition automatique "priorité ouverture". Compatible avec les objectifs en monture FD. Obturateur plan focal à rideaux textiles défilants horizontalement régulé électroniquement et donnant les vitesses de 2 secondes à 1/1000 s. La mesure de lumière TTL est globale avec une prépondérance centrale. Un bouton permet une surexposition de 1.5 diaphragmes pour les contre jours ou les paysages de neige.

## Fonctionnement
Bien que matériellement limité à une priorité ouverture (on choisit une ouverture et l'appareil choisit la vitesse correspondante), l'affichage de la vitesse très lisible grâce à un aiguille dans le viseur fait qu'il est très aisé de jouer sur la bague de diaphragmes pour obtenir la vitesse voulue, la seule limitation étant l'absence d'affichage de l'ouverture dans le viseur.
Le déclencheur sensitif met la cellule en fonction dès qu'on y pose le doigt et le déclenchement est très doux. En contrepartie de la douceur de ce déclencheur, il ne fonctionne pas sans pile. Le déclencheur est verrouillable.
L'appareil est motorisable grâce au moteur Canon A qui, une fois vissé sous la semelle donne deux images par seconde.

## Accessoires compatibles
- L'AV-1 accepte tous les objectifs en monture FD et la plupart des objectifs en monture FL[1].
- Les flashes classiques demandent de sélectionner manuellement la vitesse de synchronisation. Avec les flashes Speedlite155A,177A ou 133A l'appareil bascule automatiquement sur la vitesse de synchro dès que le flash est chargé.
- Le moteur Canon A